# Bertha Bake
Bertha Lina Anna Bake (Epe, 27 juli 1880 - aldaar, 22 september 1957) was een Nederlandse kunstschilder, tekenaar, houtsnijwerker, kunstnijveraar, aquarellist, batikster, textielkunstenaar en handboekbindster onder andere voor J. Brandt & Zn en boekbinderij Bom in Amsterdam.
Haar werkzame periode was van 1895 tot 1957, in Hilversum tot 1906, in Amsterdam tot 1908, in Bloemendaal tot 1918. in Japan van 1919 tot 1920, daarna in Leiden vanaf 1921.
Zij maakte in de jaren '50 aquarellen van bloemen en planten in de Hortus botanicus in Leiden.
Zij volgde van 1900 tot mei 1901 als hospitant de afdeling decoratieve schilderkunst aan de Rijksschool voor Kunstnijverheid; zij was zeer lang als kunstenaar actief, van omstreeks 1906 tot eind jaren '30. Zij batikte onder meer boekbanden, oorkonden, kamer- en vuurschermen, wand- en schoorsteenkleden en kledingaccessoires. Bake volgde vanaf 1906 batiklessen bij de bekende kunstenaar Chris Lebeau in Haarlem. Later ontwikkelde zij een eigen stijl en werden natuur en beweging de uitgangspunten van haar werk. Zij exposeerde zowel in binnen- als buitenland, het Drents Museum in Assen en het Gemeentemuseum Den Haag hebben werk van haar in de collectie.
Zij was lid van de Nederlandsche Vereeniging voor Ambachts- en Nijverheidskunst (VANK). Tevens was zij (waarnemend) directeur van en lerares batikken aan de Dagteeken- en Kunstambachtsschool voor Meisjes te Amsterdam (later gefuseerd met de Kunstnijverheidsschool Quellinus Amsterdam onder de naam: Instituut voor Kunstnijverheidsonderwijs) van 1920 tot 1939.